# Sergio Sebastiani
Sergio Sebastiani (Montemonaco, 11 de abril de 1931-Roma, 16 de enero de 2024) fue un eclesiástico católico italiano, al servicio de la Santa Sede.

## Biografía
Sergio nació el 11 de abril de 1931, en la localidad italiana de Montemonaco. Hijo de Angelo Sebastiani, farmacéutico que cubría las comunes de Santa Vittoria, Montelparo, Smerillo y Montefalcone, y de Lucia Valeri.
En 1940, ingresó en el Seminario episcopal de Ascoli Piceno y en 1946 pasó al Seminario arzobispal de Fermo, para completar sus estudios secundarios. En 1951, como alumno del Almo Collegio Capranica de Roma, asistió a los cursos de Filosofía y Teología de la Pontificia Universidad Gregoriana, donde obtuvo la licenciatura en Teología. Continuó sus estudios en la Pontificia Universidad Lateranense, donde obtuvo el doctorado en Derecho canónico.
Asistió a la Academia Pontificia Eclesiástica, donde cursó estudios en diplomacia eclesiástica.

### Sacerdocio
Su ordenación sacerdotal fue el 15 de julio de 1956, a manos del arzobispo Norberto Perini; incardinándose en la arquidiócesis de Fermo.
Ingresó al servicio diplomático de la Santa Sede en 1960. Trabajó hasta 1962 como secretario de la nunciatura de Perú. De 1962 a 1966 fue secretario de la nunciatura de Brasil, ocupó el cargo de auditor en la nunciatura de Chile de 1966 a 1967.
Fue secretario de los cardenales-secretarios de Estado, Amleto Giovanni Cicognani y Jean-Marie Villot. Luego, fue jefe de la secretaría del Sustituto, de 1967 a 1974. Además, fue consejero de la nunciatura de Francia, con encargo especial ante el Consejo de Europa, de 174 a 1976. El 30 de abril de 1974, el Papa Juan Pablo II lo nombró prelado de honor de Su Santidad.

### Episcopado
El 27 de septiembre de 1976, el papa Pablo VI lo nombró arzobispo titular de Cesarea de Mauritania y pro-nuncio apostólico en Madagascar y Mauricio, con responsabilidad como delegado apostólico en Reunión y Comoras. Fue consagrado el 30 de octubre del mismo año, en la Basílica de San Pedro, a manos del cardenal Jean-Marie Villot. 
El 8 de enero de 1985, papa Juan Pablo II lo nombró nuncio apostólico en Turquía.   
El 16 de noviembre de 1994, fue nombrado secretario general del Consejo de Presidencia del Comité Central del Gran Jubileo del Año 2000. En los tres años de su estancia en esa oficina, se hizo cargo de la fase preparatoria indicada por el Papa en su carta apostólica Tertio Millennio Adveniente.
El 3 de noviembre de 1997, fue nombrado presidente de la Prefectura de los Asuntos Económicos de la Santa Sede.
Asistió en la Asamblea Especial para Asia del Sínodo de los obispos, en Ciudad del Vaticano (abril a mayo de 1998), y en la II Asamblea Especial para Europa del Sínodo de los obispos, en Ciudad del Vaticano (octubre de 1999).

### Cardenalato
Fue creado cardenal por el papa Juan Pablo II durante el consistorio del 21 de febrero de 2001, con el titulus de cardenal diácono de San Eustaquio. Toma posesión formal de su Iglesia Titular el 29 de abril del mismo año.
El 15 de mayo de 2001, fue nombrado miembro de la Congregación para el Clero. Dos días después, fue nombrado miembro del Pontificio Consejo para el Diálogo Interreligioso y del Pontificio Consejo para la Promoción de la Unidad de los Cristianos. El 22 de noviembre siguiente, nombrado miembro de la Congregación para los Obispos.
Asistió a la X Asamblea Ordinaria del Sínodo de los obispos, en la Ciudad del Vaticano (septiembre a octubre de 2001).
El 2 de mayo de 2002, fue nombrado miembro de la Congregación para las Causas de los Santos. El 6 de junio del mismo año, fue nombrado miembro del Tribunal Supremo de la Signatura Apostólica.
El 2 de abril de 2005, tras la muerte de Juan Pablo II, pierde sus cargos en los dicasterios de los que es presidente o miembro, de acuerdo con la constitución apostólica Pastor Bonus. Participó como cardenal elector que participó en el Cónclave que conducirá a la elección del Benedicto XVI; este último, el 21 de abril siguiente, renueva los nombramientos curiales del cardenal Sebastiani donec aliter provideatur ("hasta que se disponga lo contrario").
Asistió a la XI Asamblea General Ordinaria del Sínodo de los obispos, en Ciudad del Vaticano (octubre de 2005).
Participó en la 40.ª reunión del Consejo de Cardenales para el Estudio de los Problemas Organizativos y Económicos de la Santa Sede, el 4 de julio de 2006.
El 8 de enero de 2007, fue nombrado miembro de la Congregación para la Evangelización de los Pueblos.
En 2006, presentó su renuncia como lo establece el Código de Derecho Canónico. El 12 de abril de 2008, el papa Benedicto XVI aceptó su renuncia, como presidente de la Prefectura de los Asuntos Económicos de la Santa Sede, nombrado a su sucesor al mismo tiempo.
En 2011, cumplió 80 años, con lo cual perdió su participación en cualquier eventual cónclave. El 21 de febrero del mismo año, optó por el orden de cardenal presbítero, y su diaconía fue elevada a título pro illa vice.
Tras la renuncia del papa Benedicto XVI, por su edad (82 años) no pudo participar en el cónclave de 2013, que finalizó con la elección de Francisco.

### Fallecimiento
Falleció la madrugada del 16 de enero de 2024 en Roma, tras una grave y larga enfermedad, a la edad de 92 años.
El funeral fue celebrado al día siguiente, en el altar de la Cátedra y fue celebrado por el decano del colegio cardenalicio Giovanni Battista Re; al final de la misa, el papa Francisco presidió los ritos de la última commendatio y de la valedictio. El 18 de enero, el féretro llegó a Ascoli Piceno para ser enterrado en la capilla familiar del cementerio local tras la celebración del segundo sufragio.

## Controversias
En 2013, fue declarado culpable de difamación por haber acusado a un magistrado italiano que había abierto un proceso sobre los daños a la salud causados por las ondas electromagnéticas de las maxi antenas de Radio Vaticano en Santa Maria di Galeria, siendo condenado a seis meses de prisión. prisión y al pago de una indemnización de 25 mil euros.